# Riserva naturale orientata geologica di Contrada Scaleri
La riserva naturale orientata geologica di Contrada Scaleri è un'area naturale protetta situata nel comune di Santa Caterina Villarmosa, in provincia di Caltanissetta ed è stata istituita dalla Regione siciliana nel 1997.

## Territorio
L'area della riserva è situata a circa 2 km ad est di Santa Caterina Villarmosa e ad una ventina di chilometri a nord di Caltanissetta. Ha una estensione complessiva di 11,876 ettari di cui 3,313 di riserva e la restante parte di preriserva, con divieto assoluto di edificazione. L'interesse scientifico di quest'area è legato all'esistenza di microforme carsiche, dette Karren, nelle rocce evaporitiche e la loro variabilità litologica contribuisce alla diversificazione delle forme, inoltre la semiaridità del clima favorisce la conservazione delle morfologie. Le forme individuate nel corso dei rilievi sono state raggruppate secondo i criteri nelle quali si originano e nel particolare si definiscono libere quelle che vengono a determinarsi su rocce nude, semilibere quelle che si formano al di sotto di coperture parziali di suolo e coperte quelle che si originano sotto coperte di suolo. Le forme libere sono le più comuni e risultano costituite da incisioni che variano tra i 2 e 15 mm, e possono essere a sezione semicircolari, ad andamento rettilineo, parallele e a crestine aguzze. Le forme semilibere sono formate da cavità dal fondo orizzontale ed a contorno circolare o subcircolare. Queste forme vengono interpretate come originatesi al contatto roccia – suolo per la carbonatazione dei solfati in presenza di CO2. È stato osservato un limitato numero di vaschette con una larghezza media di 120 mm e una profondità di 50mm. Le forme coperte sono dei solchi arrotondati, sono simili ai solchi originatesi in condizioni libere e da essi si distinguono per la loro caratterizzazione del fondo a doccia e dai microversanti concavi nella parte bassa e convessi nella parte alta, essi presentano una profondità di 70mm e larghezza di 150mm.